# Histoire des Juifs à Maurice
L'histoire des Juifs à Maurice est relativement récente. Les premiers Juifs à arriver sur l'île, au cours des années 1940, sont venus, contre leur gré et gardés comme prisonniers par l'armée britannique, en provenance d'Haïfa, alors sous mandat britannique, après s'être vu refuser l'accès à la Palestine par les autorités britanniques.
Il y a actuellement une très faible communauté juive à Maurice, une synagogue à Curepipe et un cimetière juif à Bambous. 

## Origines

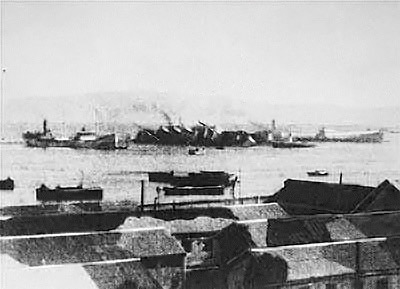
Le Patria, après avoir été coulé.

En septembre 1940, l’Atlantic, le Milos et le Pacific transportaient quelque 3 600 Juifs originaires de Vienne, de Gdańsk, de Prague et de Constanza, tous fuyant l'Europe sous domination nazie, pour les convoyer en Palestine. Ceux arrivés sans autorisation se sont vus refuser l'entrée sur le territoire par les autorités britanniques, dirigées par Sir Harold MacMichael, Haut-Commissaire de la Palestine mandataire. Les Britanniques ont décidé d'expulser les Juifs en question vers Trinité-et-Tobago et Maurice, deux colonies britanniques.
Le 25 novembre 1940, le premier navire devant transporter environ 1 800 Juifs de Haïfa vers Maurice, le Patria fut coulé par la Haganah qui souhaitait que les Juifs restent en Palestine. Leur intention était de paralyser le navire mais l'explosion fut trop forte et fit chavirer le navire, faisant 260 morts et 172 blessés. 
Les Juifs survivants firent envoyés au camp de détenus d'Atlit, situé au sud d'Haïfa. Les 1 584 réfugiés restants de l’Atlantic qui ne se trouvaient pas sur la Patria furent d'abord eux aussi emprisonnés à Atlit mais furent ensuite envoyés à Maurice le 9 décembre 1940. Quand ils y arrivèrent, ils furent envoyés dans un camp de détention à Beau-Bassin.
Concentrés dans le camp, les détenus souffrirent de maladies tropicales, de malnutrition et de l'absence de vêtements propres et adaptés au climat humide. Des organisations juives telles que l'Agence juive, la Fédération sioniste et le Conseil des députés juifs d'Afrique du Sud ont envoyé de la nourriture, des vêtements, des médicaments et des objets religieux aux détenus. Initialement, les hommes et les femmes furent séparés, et ne pouvaient pas se fréquenter. Les hommes étaient détenus dans une ancienne prison tandis que les femmes étaient dans des huttes adjacentes. Après la levée de cette interdiction à la suite des protestations des organisations internationales, soixante enfants sont nés dans le camp. Au total, 128 prisonniers sont morts dans le camp et ont été enterrés dans le carré juif du cimetière de Saint-Martin. 
À la fin de la Seconde Guerre mondiale, les détenus ont eu le choix entre retourner en Europe ou immigrer en Palestine. La plupart ont choisi la Palestine et, le 6 août 1945, 1 320 Juifs ont atterri à Haïfa,.
Cet épisode de l'histoire a inspiré l'écriture d'un roman, « Le dernier frère », de Nathacha Appanah. Il raconte la vie de deux enfants à Maurice, le mauricien Raj et le petit David, dont les parents sont originaires de Prague.

## Aujourd'hui
Selon le recensement de la population de 2011, il y a 43 Juifs à Maurice. La communauté actuelle n'a aucun lien avec la population présence dans les années 1940. La première Bar-mitsvah à Maurice depuis la Seconde Guerre mondiale a eu lieu en 2000.
Il y a une synagogue à Curepipe, un cimetière juif à Saint-Martin (près de Beau-Bassin), où sont notamment enterrés les Juifs détenus dans les années 1940, et un Centre de l'amitié Maurice-Israël, ouvert en 2005.